# Томас Джозеф Данінг
То́мас Джо́зеф Да́нінг (англ. Thomas Joseph Dunning; 12 січня 1799 — 23 грудня 1873) — англійський палітурник і профспілковий діяч.

## Біографія
Народився в Саутворку (передмістя Лондона) в сем'ї Джозефа Гіла Данінга и Енн Данінг (до шлюбу Барбер). У 1813 році почав навчання професії палітурника. У 1820 році приєднався до спілки лондонських підмайстрів палітурників (Journeymen Bookbinders of London). У 1830 ввійшов до її виконавчого комітету. Під час страйку 1839 року виступив за те, щоб укласти угоду з роботодавцями. Однак виявився в меншості і вийшов з комітету. Наступного року в результаті об'єднання дрібних профспілок було створено Лондонська зведена ложа підмайстрів палітурників (London Consolidated Lodge of Journeymen Bookbinders) і Данінг очолював її, аж до смерті.

## Цитата
Капітал, — пише «Квартальний огляд», — уникає шуму і боротьби і вирізняється боязливою натурою". Це правда, але це ще не вся правда. Капітал боїться відсутності прибутку або занадто маленького прибутку, як природа боїться порожнечі. Та, якщо є достатньо прибутку, капітал стає сміливим. Забезпечте 10 відсотків, і капітал погоджується на будь-яке застосування, при 20 відсотках він стає жвавим, при 50 відсотках сміливим, при 100 відсотках від нехтує всіма людськими законами, при 300 відсотках готовий на будь який злочинин, навіть якщо є ризик бути повішеним. Доказ: контрабанда і торгівля рабами.